# Quilombo Abacatal - Aurá
Abacatal - Aurá é uma comunidade remanescente de quilombo, população tradicional brasileira, localizada no município brasileiro de Ananindeua, no Pará. Em 2021, a comunidade Abacatal - Aurá era formada por uma população de 150 famílias, distribuídas em uma área de 583,2838 hectares. O território foi certificado como remanescente de quilombo (reminiscências históricas de antigos quilombos) em 2012, pela Fundação Cultural Palmares.
Esta comunidade teve seu território titulado pelo Instituto de Terras do Pará (Iterpa), nos dias 13 de maio de 1999 (317,9366 hectares) e 02 de dezembro de 2008 (265,3472 hectares), em nome da Associação dos Moradores e Produtores de Abacatal - Aurá.

## Tombamento
O tombamento de quilombos é previsto pela Constituição Brasileira de 1988, bastando a certificação pela Fundação Cultural Palmares:

Art. 216. Constituem patrimônio cultural brasileiro os bens de natureza material e imaterial, tomados individualmente ou em conjunto, portadores de referência à identidade, à ação, à memória dos diferentes grupos formadores da sociedade brasileira [...]

§ 5º Ficam tombados todos os documentos e os sítios detentores de reminiscências históricas dos antigos quilombos.

## História
A história da comunidade Abacatal - Aurá remonta ao ano de 1710 e está ligada à herança que o conde Coma Mello deixou para as três filhas (as “três Marias”) que teve com a escrava Olímpia. A propriedade era conhecida como engenho do Uriboca e estava localizada às margens dos rios Guamá, Bujaru, Acará e Moju, nas proximidades de Belém.
Povos Tradicionais ou Comunidades Tradicionais são grupos que possuem uma cultura diferenciada da cultura predominante local, que mantêm um modo de vida intimamente ligado ao meio ambiente natural em que vivem. Através de formas próprias: de organização social, do uso do território e dos recursos naturais (com relação de subsistência), sua reprodução sócio-cultural-religiosa utiliza conhecimentos transmitidos oralmente e na prática cotidiana.

## Ameaças
A comunidade passou por diversas ameaças de perda do território ao longo dos séculos de sua história. As mais atuais são:

Nossas terras já foram invadidas, vendidas e nossas casas derrubadas. Lutamos, resistimos, vencemos. Agora nossos igarapés e o ar que respiramos estão poluídos pelo aterro sanitário (que para nós é um lixão) e pelo despejo de esgotos de condomínios. Na estrada que dá acesso à nossa comunidade retiram aterro e depositam lixo às suas margens.